# Вронсько
Вронсько (пол. Wrońsko) — село в Польщі, у гміні Конопниця Велюнського повіту Лодзинського воєводства.
Населення — 323 особи (2011).
У 1975-1998 роках село належало до Серадзького воєводства.

## Демографія
Демографічна структура станом на 31 березня 2011 року:
|          | Загалом | Допрацездатний вік | Працездатний вік | Постпрацездатний вік |
| -------- | ------- | ------------------ | ---------------- | -------------------- |
| Чоловіки | 176     | 34                 | 115              | 27                   |
| Жінки    | 147     | 25                 | 76               | 46                   |
| Разом    | 323     | 59                 | 191              | 73                   |